# آلفا (فیلم)
آلفا (انگلیسی: Alpha) یک فیلم درام تاریخی و ماجراجویی به کارگردانی آلبرت هیوز است که در سال ۲۰۱۹منتشر شد. از بازیگران آن می‌توان به کدی اسمیت-مک‌فی، لئونور وارلا و ناتاشا مالته اشاره کرد. موضوع این فیلم دربارهٔ نحوهٔ دوستی انسان خردمند در دوره‌های نخستین زندگی انسانی، با گرگ هاست. و به فرگشت سگ‌ها از گرگها به دست انسان‌ها می‌پردازد.

## داستان
در دوره پارینه‌سنگی زبرین در اروپای ۲۰۰۰۰ سال پیش، یک قبیله کوچک از نوع شکارچی-گردآورنده برای یک سفر شکار آماده می‌شوند تا غذای زمستان آینده را جمع‌آوری کنند. تاو، پسر نوجوانش کِدا را آموزش می‌دهد تا شکارچی شود، تاو گراز وحشی صید می‌کند و کدا را آزمایش می‌کند که گراز را بکشد اما او تردید می‌کند..